# Sauerstoffkonzentrator
Ein Sauerstoffkonzentrator ist ein Gerät, das Sauerstoff aus der Umgebungsluft anreichert.

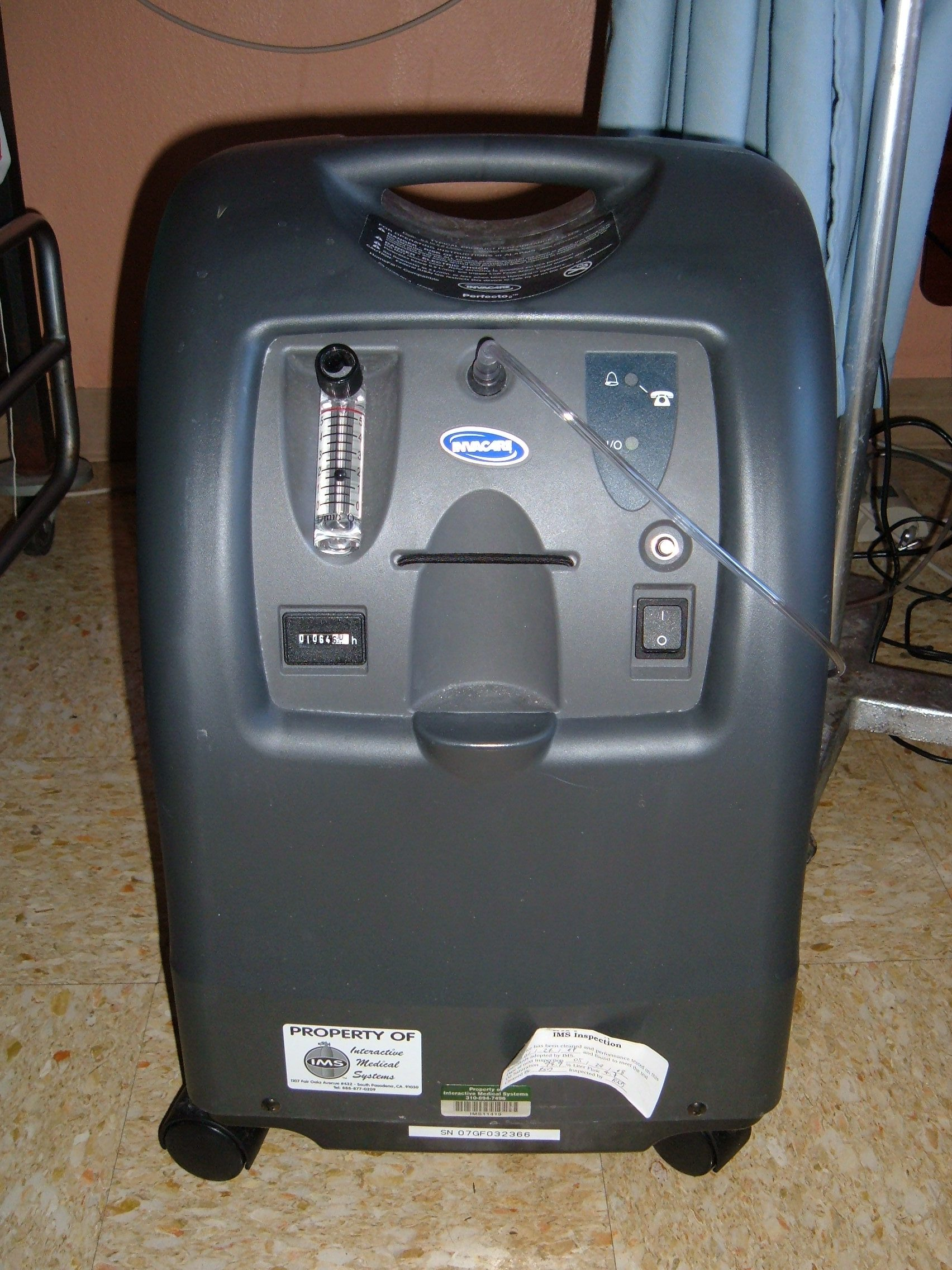
Transportabler Sauerstoffkonzentrator für medizinische Zwecke

In der Medizin werden Sauerstoffkonzentratoren für Patienten eingesetzt, die regelmäßig auf die Anreicherung der Atemluft mit Sauerstoff angewiesen sind. Einzelheiten zur medizinischen Verwendung dieser und anderer Sauerstoffgeräte stehen unter Sauerstoff-Langzeittherapie.

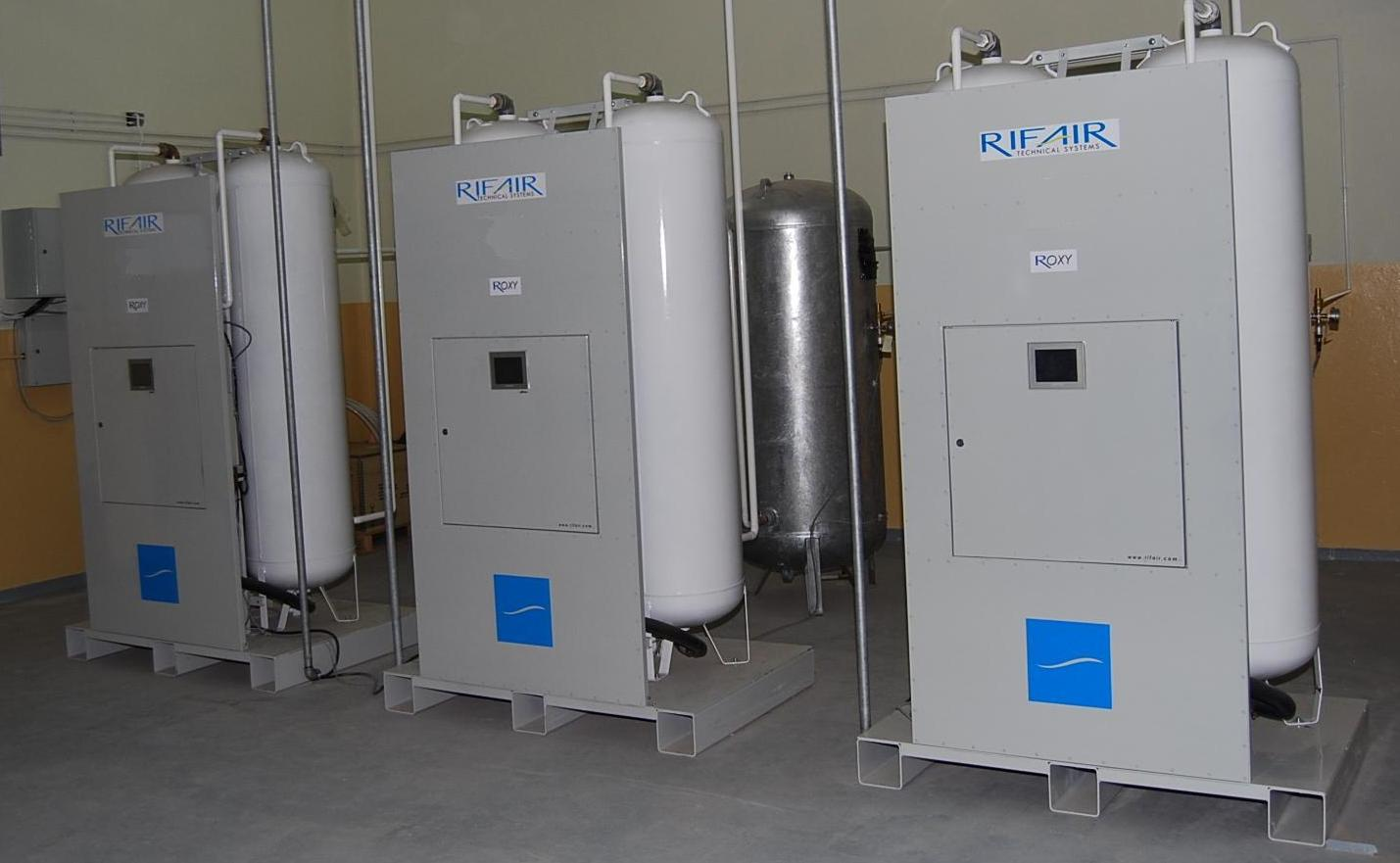
Stationärer Sauerstoffkonzentrator

In der Luftfahrt werden Sauerstoffkonzentratoren eingesetzt, um Sauerstoffmangel in nicht unter Druck stehenden Kabinen zu verhindern.
Weitere Anwendungsbereiche sind der Betrieb von Gasbrennern und die Aquaristik.

## Funktionsweise
Ein Sauerstoffkonzentrator saugt Luft zunächst durch ein Filtersystem, um Mikroorganismen und Staub zu entfernen. Die gereinigte Luft wird verdichtet und darin enthaltener Stickstoff durch eine Filtermembran oder ein Molekularsieb abgetrennt. In der Regel wird der Sauerstoff nach dem Verfahren der Druckwechsel-Adsorption angereichert, sein Anteil wird dadurch auf etwa 96 % erhöht. Im nächsten Arbeitsschritt wird das Filtersystem regeneriert, indem der anhaftende Stickstoff ausgetrieben wird. Um einen kontinuierlichen Gasstrom zu erzielen, arbeiten viele Systeme mit mehreren Modulen, die abwechselnd filtern und regenerieren.

## Arten von Sauerstoffkonzentratoren
Die ersten Geräte waren stationäre Geräte für eine Sauerstofftherapie zu Hause. Später wurden tragbare Geräte entwickelt.

### Stationäre Sauerstoffkonzentratoren
Diese Geräte sind für eine häusliche Sauerstofftherapie gedacht. Sie werden über das Stromnetz betrieben und ermöglichen eine kontinuierliche Sauerstoffversorgung, auch während des Schlafes. Sie wiegen meist zwischen 15 und 20 kg und lassen sich auf Rollen bewegen. Diese Geräte bieten eine Sauerstoffzufuhr von bis zu 10 Litern pro Minute und Sauerstoffkonzentrationen von bis zu 96 %.

### Tragbare Sauerstoffkonzentratoren
Tragbare Sauerstoffkonzentratoren wiegen 2 bis 5 kg und werden mit Akkumulatoren für eine Einsatzdauer von bis zu acht Stunden betrieben.
Die Geräte sind handlich und sollen Betroffenen ermöglichen, am alltäglichen Leben teilzunehmen. Adapter erlauben das Aufladen der Akkumulatoren auch in Kraftfahrzeugen, und von der Federal Aviation Administration zertifizierte Geräte können im Flugzeug mitgeführt werden.
Die meisten mobilen Geräte erreichen ebenfalls Sauerstoffkonzentrationen von bis zu 96 %, allerdings bei geringerer Sauerstoffzufuhr von 2 bis 4 Litern pro Minute. Mobile Geräte sind deutlich teurer als stationäre Geräte.